# Schell (Familienname)
Schell ist ein deutscher Familienname.

## Namensträger
- Adolf von Schell (General, 1837) (1837–1888), deutscher Generalmajor
- Adolf Schell (Glasmaler), deutscher Glasmaler
- Adolf von Schell (General, 1893) (1893–1967), deutscher Generalleutnant
- Adolf Schell (Boxer) (Alf Schell; 1900–1960), deutscher Boxer
- Andreas Schell (* 1969), deutscher Manager und Ingenieur
- Anna Schell (* 1993), deutsche Ringerin
- Anton Schell (1835–1909), österreichischer Geodät und Photogrammeter
- Arthur Schell (?–1988), deutscher Motorbootrennfahrer
- Carl Schell (1927–2019), Schweizer Schauspieler
- Catherine Schell (Katherina Schell von Bauschlott; * 1944), britische Schauspielerin ungarisch-deutscher Herkunft
- Diana Schell (* 1970), deutsche Hörfunk- und Fernsehmoderatorin
- Felix von Vittinghoff-Schell (1910–1992), deutscher Politiker (CDU), MdB
- Frank Schell (1884–1959), US-amerikanischer Ruderer
- Godehard Schell (1935–1990), deutscher Brigadegeneral
- Gregor Schell (1957–2019), deutscher Verleger und Autor
- Hanns Schell (* 1938), österreichischer Bergsteiger
- Hans Schell (1905–1985), deutscher Pflanzenbau- und Saatgutwissenschaftler
- Harry Schell (1921–1960), US-amerikanischer Automobilrennfahrer
- Helene von Schell (1903–1956), deutsche Gerechte unter den Völkern
- Herman Schell (Hermann Schell; 1850–1906), deutscher Theologe und Philosoph
- Hermann Schell (Mediziner) (* 1942), deutscher Dermatologe und Hochschullehrer
- Hermann Ferdinand Schell (1900–1972), Schweizer Schriftsteller
- Hertha Schell (* 1945), österreichische Schauspielerin
- Immy Schell (Immaculata Schell; 1935–1992), deutsche Schauspielerin
- Inge Schell (* 1939), deutsche Leichtathletin
- Iva Schell (* 1978), deutsche Opern-, Operetten- und Konzertsängerin (Sopran)
- Jesse Schell (* 1970), US-amerikanischer Entwickler von Videospielen
- Johanna Schell (1927–2017), deutsche Kirchenmusikerin
- Jonathan Schell (1943–2014), US-amerikanischer Autor und Kolumnist
- Josef Schell (1892–1967), deutscher Geistlicher
- Jozef Schell (1935–2003), belgischer Molekularbiologe
- Karl Schell (Komponist) (1864–1936), Schweizer Komponist, Dirigent und Organist
- Karl Schell (Physiker) (1866–1936), deutscher Physiker
- Karl Schell (Unternehmer) (1892–1945), böhmischer Unternehmer
- Laury Schell (1895–1939), US-amerikanischer Automobilrennfahrer
- Lieselotte Schell, österreichische Bergsteigerin
- Louis von Schell (1818–1890), deutscher Politiker
- Lucy O’Reilly Schell (1896–1952), US-amerikanische Automobilrennfahrerin
- Ludwig von Schell (1842–1902), deutscher Politiker
- Manfred Schell (Gewerkschaftsfunktionär) (* 1943), deutscher Gewerkschaftsfunktionär und Politiker (CDU)
- Manfred Schell (Journalist) (* 1944), deutscher Journalist, Publizist und Manager
- Maria Schell (1926–2005), österreichische Schauspielerin
- Max Schell (* 2003), deutscher Basketballspieler
- Maximilian Schell (1930–2014), österreichisch-schweizerischer Schauspieler
- Michael Prosser-Schell (* 1960), deutscher Volkskundler und Hochschullehrer
- Niklas Schell (* 1999), deutscher Tennisspieler
- Otto von Schell (General) (1834–1902), preußischer Generalleutnant
- Otto Schell (Heimatforscher) (1858–1931), deutscher Heimatforscher
- Otto Schell (General) (1895–1944), deutscher General
- Péter Schell (1898–1974), ungarischer Obergespan, Politiker und Innenminister
- Peter Schell (1957–2021), Schweizer Schauspieler
- Rainer Schell (1917–2000), deutscher Architekt
- Richard Schell (1810–1879), US-amerikanischer Politiker
- Ronnie Schell (* 1931), US-amerikanischer Schauspieler und Sprecher
- Sophia Schell (1801–1875), deutsche Äbtissin
- Sue Schell (* 1950), schweizerisch-amerikanische Sängerin
- Wayne Schell (1908–1988), US-amerikanischer Badmintonspieler
- Wilhelm Schell (1826–1904), deutscher Mathematiker und Bibliothekar